# Петрозино
Петрозино (итал. Petrosino) је насеље у Италији у округу Трапани, региону Сицилија.
Према процени из 2011. у насељу је живело 6761 становника. Насеље се налази на надморској висини од 19 м.

## Становништво
Према резултатима пописа становништва 2011. у општини је живело 7.760 становника.
| 1936. | 1951. | 1961. | 1971. | 1981. | 1991. | 2001. | 2011. |
| ----- | ----- | ----- | ----- | ----- | ----- | ----- | ----- |
| 5.050 | 6.088 | 6.611 | 6.502 | 6.948 | 7.329 | 7.330 | 7.760 |